# Święty Piotr (film 2005)
Święty Piotr (wł. San Pietro) – włoski kostiumowy dramat biblijny z 2005 roku. Inspirowana Nowym Testamentem opowieść o życiu apostoła Szymona Piotra.

## Obsada
- Omar Sharif – apostoł Piotr
- Daniele Pecci – Szaweł z Tarsu
- Johannes Brandrup – Jezus
- Marco Leonardi – Marek Ewangelista

## Opis fabuły
Szymon Piotr (Omar Sharif) na wezwanie Jezusa (Johannes Brandrup) porzuca swój zawód rybaka oraz rodzinę i zostaje jego uczniem. Piotr towarzyszy Jezusowi i wraz z nim wędrują przez Palestynę. Spełnia się jednak przepowiednia Jezusa, że po swoim pojmaniu Piotr wyprze się go trzykrotnie. Podczas pojmania Jezusa usiłuje go bronić, atakując mieczem jednego z napastników i obcinając mu ucho.